# Monique Cammeraat
Monique Cammeraat (09 april 1972) is een Nederlands langebaanschaatsster.
Van 1991 tot 1993 startte Cammeraat op de NK Afstanden.
Op 14 februari 1993 reed Cammeraat haar laatste officiële wedstrijd.

## Records

### Persoonlijke records[2]
| Afstand    | Tijd    | Datum            | Baan       |
| ---------- | ------- | ---------------- | ---------- |
| 100 meter  | 12,51   | 22 oktober 1992  | Inzell     |
| 300 meter  | 28,90   | 22 oktober 1992  | Inzell     |
| 500 meter  | 44,47   | 10 maart 1992    | Heerenveen |
| 1000 meter | 1.27,86 | 23 februari 1992 | Heerenveen |
| 1500 meter | 2.13,97 | 14 februari 1993 | Collalbo   |
| 3000 meter | 4.40,83 | 13 maart 1991    | Heerenveen |
| 5000 meter | 7.58,96 | 12 maart 1992    | Heerenveen |